# 豐田產業技術紀念館

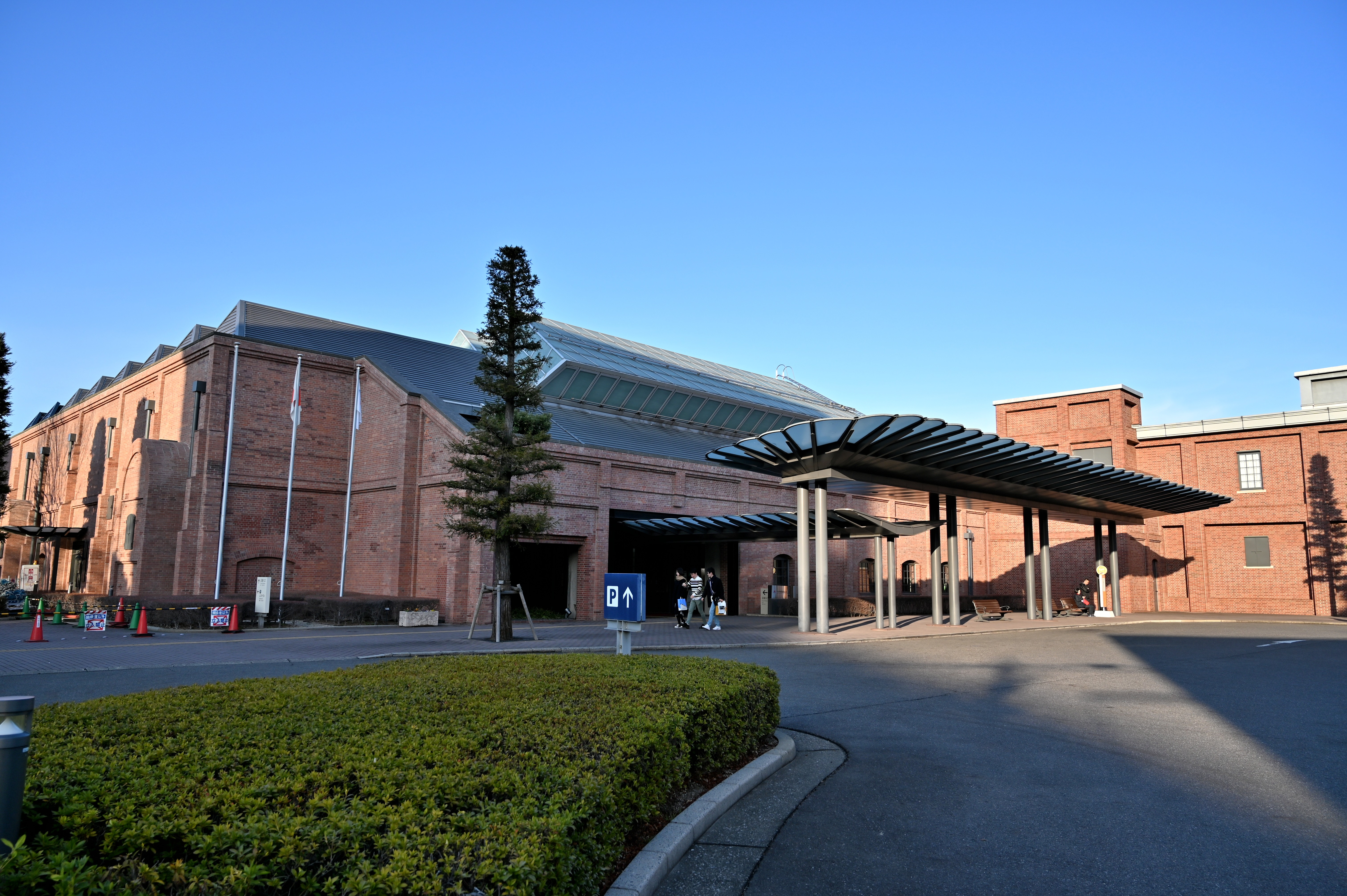

豐田產業技術紀念館（日语：／ Toyota Sangyōgijyutsu Kinenkan */?），是位於日本愛知縣名古屋市西區則武新町四丁目1番35號的一座由豐田集團運營的企業博物館。

## 历史
開業於1994年6月11日。博物館開設在1911年竣工的「豐田自動織布工場」廠址上。館內展示了集團創業的紡織機械以及後來主力的汽車產業之相關文物資料。

## 另見
- 豐田博物館，位於愛知縣長久手市，同為豐田集團營運，展示古董汽車為主。

## 外部連結
- トヨタ産業技術記念館 （页面存档备份，存于）（日本語、英語）
- 日本の近代遺産50選 40 豊田自動織布工場 （页面存档备份，存于）
- 愛知の公式観光ガイド AICHI NOW トヨタ産業技術記念館 （页面存档备份，存于）